# Koszykówka na Letnich Igrzyskach Olimpijskich 1956
Koszykówka na Letnich Igrzyskach Olimpijskich 1956 w Melbourne odbywała się w dniach 22 listopada – 1 grudnia. W zawodach wystartowało 15 drużyn męskich. Złotymi medalistami zostali reprezentanci Stanów Zjednoczonych, którzy w finale zawodów pokonali reprezentację Związku Radzieckiego 89:55.

## Wyniki zawodów[2]

### Grupa A[3]
| Drużyna           | Pkt | Mecze | Zwycięstwa | Porażki | +   | -   |
| ----------------- | --- | ----- | ---------- | ------- | --- | --- |
| Stany Zjednoczone | 6   | 3     | 3          | 0       | 320 | 220 |
| Filipiny          | 5   | 3     | 2          | 1       | 185 | 226 |
| Japonia           | 4   | 3     | 1          | 2       | 171 | 225 |
| Tajlandia         | 3   | 3     | 0          | 3       | 123 | 226 |

| Filipiny          | 55–44  | Tajlandia |
| Stany Zjednoczone | 98–40  | Japonia   |
| Stany Zjednoczone | 101–29 | Tajlandia |
| Filipiny          | 76–61  | Japonia   |
| Japonia           | 70–50  | Tajlandia |
| Stany Zjednoczone | 121–53 | Filipiny  |

### Grupa B
| Drużyna  | Pkt | Mecze | Zwycięstwa | Porażki | +   | -   |
| -------- | --- | ----- | ---------- | ------- | --- | --- |
| Francja  | 6   | 3     | 3          | 0       | 236 | 183 |
| ZSRR     | 5   | 3     | 2          | 1       | 255 | 177 |
| Kanada   | 4   | 3     | 1          | 2       | 206 | 234 |
| Singapur | 3   | 3     | 0          | 3       | 154 | 257 |

| ZSRR    | 97–59 | Kanada   |
| Francja | 81–54 | Singapur |
| Kanada  | 85–58 | Singapur |
| Francja | 76–67 | ZSRR     |
| ZSRR    | 91–42 | Singapur |
| Francja | 79–62 | Kanada   |

### Grupa C
| Equipe           | Pts | J | V | D | PP  | PC  |
| ---------------- | --- | - | - | - | --- | --- |
| Urugwaj          | 6   | 3 | 3 | 0 | 238 | 187 |
| Bułgaria         | 5   | 3 | 2 | 1 | 242 | 199 |
| Tajwan           | 4   | 3 | 1 | 2 | 216 | 249 |
| Korea Południowa | 3   | 3 | 0 | 3 | 194 | 255 |

| Tajwan   | 83–76 | Korea Południowa |
| Urugwaj  | 70–55 | Bułgaria         |
| Urugwaj  | 85–62 | Tajwan           |
| Bułgaria | 89–58 | Korea Południowa |
| Bułgaria | 88–71 | Tajwan           |
| Urugwaj  | 83–60 | Korea Południowa |

### Grupa D
| Drużyna   | Pkt | Mecze | Zwycięstwa | Porażki | +   | -   |
| --------- | --- | ----- | ---------- | ------- | --- | --- |
| Brazylia  | 4   | 2     | 2          | 0       | 167 | 125 |
| Chile     | 3   | 2     | 1          | 1       | 137 | 134 |
| Australia | 2   | 2     | 0          | 2       | 122 | 167 |

| Brazylia | 78–59 | Chile     |
| Brazylia | 89–66 | Australia |
| Chile    | 78–56 | Australia |

### Mecze o miejsca 9–15

#### Grupa 1[4]
| Drużyna   | Pkt | Mecze | Zwycięstwa | Porażki | +   | -   |
| --------- | --- | ----- | ---------- | ------- | --- | --- |
| Tajwan    | 6   | 3     | 3          | 0       | 218 | 189 |
| Australia | 5   | 3     | 2          | 1       | 258 | 208 |
| Singapur  | 4   | 3     | 1          | 2       | 200 | 215 |
| Tajlandia | 3   | 3     | 0          | 3       | 150 | 214 |

| Australia | 87–48 | Tajlandia |
| Tajwan    | 67–64 | Singapur  |
| Singapur  | 62–50 | Tajlandia |
| Tajwan    | 86–73 | Australia |
| Tajwan    | 65–52 | Tajlandia |
| Australia | 98–74 | Singapur  |

#### Grupa 2
| Drużyna          | Pkt | Mecze | Zwycięstwa | Porażki | +   | -   |
| ---------------- | --- | ----- | ---------- | ------- | --- | --- |
| Kanada           | 4   | 2     | 2          | 0       | 147 | 123 |
| Japonia          | 3   | 2     | 1          | 1       | 143 | 140 |
| Korea Południowa | 0   | 2     | 0          | 2       | 130 | 157 |

| Kanada  | 74–63 | Korea Południowa |
| Japonia | 83–67 | Korea Południowa |
| Kanada  | 73–60 | Japonia          |

### Mecz o miejsca 13–15
| 30 listopada     |       |           |
| Korea Południowa | 61:47 | Tajlandia |

#### Mecz o miejsca 13–14
| 1 grudnia |       |                  |
| Singapur  | 92:79 | Korea Południowa |

### Mecze o miejsca 9–12
| 30 listopada |       |        |
| Japonia      | 82:61 | Tajwan |

| 30 listopada |       |           |
| Kanada       | 83:38 | Australia |

#### Mecz o miejsca 11–12
| 1 grudnia |       |           |
| Tajwan    | 87:70 | Australia |

#### Mecz o miejsca 9–10
| 1 grudnia |       |         |
| Kanada    | 75:60 | Japonia |

### Ćwierćfinały – Grupa A[5]
| Drużyna  | Pkt | Mecze | Zwycięstwa | Porażki | +   | -   |
| -------- | --- | ----- | ---------- | ------- | --- | --- |
| Francja  | 5   | 3     | 2          | 1       | 195 | 187 |
| Urugwaj  | 5   | 3     | 2          | 1       | 221 | 209 |
| Chile    | 4   | 3     | 1          | 2       | 221 | 220 |
| Filipiny | 4   | 3     | 1          | 2       | 204 | 225 |

| Francja  | 71–60 | Chile    |
| Urugwaj  | 79–70 | Filipiny |
| Urugwaj  | 80–73 | Chile    |
| Filipiny | 65–58 | Francja  |
| Chile    | 88–69 | Filipiny |
| Francja  | 66–62 | Urugwaj  |

### Ćwierćfinały – Grupa B
| Drużyna           | Pkt | Mecze | Zwycięstwa | Porażki | +   | -   |
| ----------------- | --- | ----- | ---------- | ------- | --- | --- |
| Stany Zjednoczone | 6   | 3     | 3          | 0       | 283 | 150 |
| ZSRR              | 5   | 3     | 2          | 1       | 208 | 209 |
| Bułgaria          | 4   | 3     | 1          | 2       | 182 | 224 |
| Brazylia          | 3   | 3     | 0          | 3       | 192 | 282 |

| Stany Zjednoczone | 84–44  | Bułgaria |
| ZSRR              | 87–68  | Brazylia |
| ZSRR              | 66–56  | Bułgaria |
| Stany Zjednoczone | 113–51 | Brazylia |
| Stany Zjednoczone | 85–55  | ZSRR     |
| Bułgaria          | 82–73  | Brazylia |

### Mecze o miejsca 5–8
| 30 listopada |       |       |
| Brazylia     | 89:64 | Chile |

| 30 listopada |       |          |
| Bułgaria     | 80:70 | Filipiny |

#### Mecz o miejsca 7–8
| 1 grudnia |       |       |
| Filipiny  | 75:68 | Chile |

#### Mecz o miejsca 5–6
| 1 grudnia |       |          |
| Bułgaria  | 64:52 | Brazylia |

### Półfinały
| 30 listopada |       |         |
| ZSRR         | 56:49 | Francja |

| 30 listopada      |        |         |
| Stany Zjednoczone | 101:38 | Urugwaj |

### Mecz o 3. miejsce
| 1 grudnia |       |         |
| Urugwaj   | 71:62 | Francja |

### Finał
| 1 grudnia         |       |      |
| Stany Zjednoczone | 89:55 | ZSRR |

## Klasyfikacja końcowa zawodów
| Poz. | Drużyna           |
| ---- | ----------------- |
|      | Stany Zjednoczone |
|      | ZSRR              |
|      | Urugwaj           |
| 4    | Francja           |
| 5    | Bułgaria          |
| 6    | Brazylia          |
| 7    | Filipiny          |
| 8    | Chile             |
| 9    | Kanada            |
| 10   | Japonia           |
| 11   | Tajwan            |
| 12   | Australia         |
| 13   | Singapur          |
| 14   | Korea Południowa  |
| 15   | Tajlandia         |

## Medaliści
| Miejsce | Państwo           | Zawodnicy |
| ------- | ----------------- | --- |
| 1       | Stany Zjednoczone | Carl Cecil Cain, William Marion Hougland, Kenneth C. Jones, William Fenton Russell, James Patrick Walsh, William Best Evans, Burdette Haldorson, Ronald Paul Tomsic, Richard James Boushka, Gilbert Ford, Robert Eugene Jeangerard, Charles Frick Darling                                                   |
| 2       | ZSRR              | Valdis Muižnieks, Władimir Torban, Arkadij Boczkariew, Kazys Petkevičius, Jānis Krūmiņš, Michaił Siemionow, Algirdas Lauritėnas, Wiktor Zubkow, Jurij Ozierow, Michaił Studieniecki, Maigonis Valdmanis, Stanislovas Stonkus                                                                                |
| 3       | Urugwaj           | Carlos S. Blixen Abella, Ramiro P. Cortés Molteni, Héctor J. Costa Massironi, Nelson Rubens Chelle Naddeo, Héctor García Otero, Carlos S. González Gallo, Oscar A. Moglia Eiras. Raúl E. Mera Pozzi, Sergio A. Matto Suárez, Ariel Olascoaga Gutiérrez, Milton A. Scarón Falero, Nelson W. Demarco Riccardi |